# 아우구스티누스 신정론

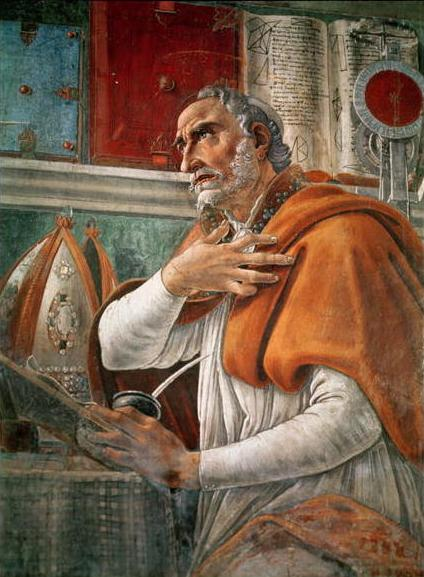
보티첼리가 묘사한 아우구스티누스. 아우구스티누스는 오늘날 그의 이름과 함께 불리는 신정론을 처음으로 제기하였다.

아우구스티누스 신정론 ( - 神正論) 또는 아우구스티누스 변신론( - 辯神論)은 4세기에서 5세기 사이에 살았던 신학자이자 철학자인 히포 사람 아우구스티누스(일부 기독교 교파에선 그를 성인으로 추앙한다.)가 제기한 기독교의 신정론이다. 신정론은 전능하고 전선(全善, 영어: Omnibenevolence)한 신이 어떻게 악의 존재를 용납하는가 하는 의문에 대한 신학적 답변이다. 아우구스티누스가 신정론을 정립한 이래 역사적으로 이와 비슷한 주장들이 여러가지로 제기되었고, 20세기에 들어 철학자 존 힉스는 이들을 묶어 아우구스티누스 신정론으로 개념화하였다. 아우구스티누스 신정론의 주장에 따르면 신이 완전한 선이고 무에서 세계를 창조하였으며 악은 오로지 인간의 원죄에서 비롯된 결과이다. 악이 세계로 침입하는 일은 일반적으로 인간의 자유 의지에 따른 타락때문에 생기는 죄에 대한 처벌로서 설명된다. 아우구스티누스 신정론에 따르면 신의 선함은 악이나 고통에도 불구하고 완벽하게 보존된다.
이러한 신정론은 히포 사람 아우구스티누스가 처음으로 발전시켰다. 그는 악이 그 자체로서 존재한다는 생각을 거부하고 그 대신에 인간이 자유 의지를 남용하여 선함을 잃고 타락했기 때문이라고 본다. 아우구스티누스는 죄에 대한 벌로서 지옥이 실재한다고 믿었지만, 예수 그리스도의 구원을 받아들임으로서 천국에 이를 수 있다고 주장하였다. 13세기의 신학자 토머스 아퀴나스는 아우구스티누스와 유사한 신정론을 펼쳤는데, 신은 선하며 그 안에 악이 없다고 보았다. 아퀴나스는 악이 존재하는 것은 인간의 실책 때문이라고 주장하였다. 아우구스티누스는 또한 장 칼뱅에게도 영향을 주었고, 칼뱅은 악이 자유 의지의 산물이며 죄가 인간을 전적으로 타락시키기 때문에 도덕과 구원의 길잡이를 주는 신의 은총을 구하여야 한다고 주장하였다.
아우구스티누스와 동시대 인물인 마니교 성직자 포르투나투스는 이러한 신정론을 반박하면서 신은 어떤 식으로든 악에도 연관이 있을 수 밖에 없다고 비판하였다. 18세기 신학자 프란체스코 안토니오 자카리아는 아우구스티누스의 악에 대한 개념은 인간 개인의 고통에 대해 다루지 않는다고 비판하였다. 히크는 악이 도덕과 인간 정신 발달의 필요성을 제기하며, 과정 신학의 관점에서 신은 전능하지도 않고 따라서 어떠한 악에도 책임을 질 수 없다고 여겼다. 아우구스티누스의 논리는 앨빈 플랜팅가 등의 철학자들에게도 영향을 주었다. 플랜팅가는 1980년대에 아우구스티누스 신정론을 적용하여 악의 문제에 대해 자유 의지의 논리적 옹호를 시도하였다.

## 개요
1966년 종교다원주의자 존 힉크는 자신의 책 《악마와 사랑의 신》에서 아우구스티누스의 방식으로 펼쳐지는 신정론과 그에 따른 신학적 논의를 "아우구스티누스적 관점"으로 정의하면서 아우구스티누스 본인의 신정론을 그 중 첫번째로 구성된 양식으로 꼽았다. 아우구스티누스 신정론은 악의 원인을 인간의 자유의지 남용에 두고 신은 이에 대해 아무런 책임이 없다고 보는데, 이는 신은 악에 대해서도 책임이 있지만 이는 인간의 발전이라는 이점에 의해 정당화 될 수 있다는 이레네오 신정론과 대비된다.
아우구스티누스 신정론은 만약 신이 전능하고 전선하다면 세상에 왜 악이 존재하는 가하는 악의 문제에 대한 답변이다. 악의 존재는 신의 본성이나 존재에 대해 의문을 제기하도록 한다 아우구스티누스 신정론은 신이 무로부터(라틴어: ex nihilo) 세상을 창조하였지만, 악을 만들거나 나타나도록 하지는 않았다고 본다. 이에 따르면 악은 스스로 존재하는 것이 아니라 선의 결핍이며, 신이 선하게 창조한 것들의 타락에서 오는 것이다.
아우구스티누스 신정론은 원죄의 개념에 기반하고 있다. 이러한 종류의 신정론 모두는 천지창조에서 신이 인간을 죄 없고 고통 없는 상태로 창조하였다고 본다. 악은 인간의 타락에 대한 벌일 뿐으로 아담과 이브가 처음으로 신에게 거역하고 에덴 동산에서 추방당하면서 생겼다는 것이다. 아우구스티누스 신정론은 사악한 의지에 의한 부도덕한 행위가 계속되는 이유를 타락한 인간의 자유 의지에 의한 것으로 파악한다. 인간의지의 악한 본성은 아담과 이브가 인류의 의지를 타락시킨 원죄에 때문이라는 것이다. 아우구스티누스 신정론은 따라서 신은 전선하며 비난받을 수 없고, 악에 대한 책임도 없다고 주장한다.

## 발전

### 아우구스티누스
아우구스티누스 (354년 – 430년)는 오늘날 알제리에 속하는 로마 제국의  아프리카 지역에서 태어났다. 그는 원래 마니교를 신봉하였으나 386년 기독교로 개종하였다. 아우구스티누스의 주요 저작으로는 《고백록》과 《신국》이 있다. 《고백록》에서 아우구스티누스는 마니교의 경험과 플라톤의 철학이 비물질적 실체의 존재를 생각하도록 하였다고 쓰면서도 이러한 관점에서 벗어나 악의 문제에 대한 신학적 응답을 시도한다. 그는 창세기와 바울의 저서를 논의의 기반으로 삼았다. 《신국》에서 아우구스티누스는 그의 신정론을 더욱 발전시켜 인간의 역사 과정과 그 결과에 접목하였다.
아우구스티누스는 악이 신 안에 존재하지 않으며 신이 만든 것 또한 아니라고 주장하였다. 그는 악이 스스로 존재한다는 관점을 거부하고 대신에 선의 결핍(또는 선함에서 멀어짐)에서 오는 본성의 타락이라고 제안하였다. 아우구스티누스는 《신국》에서 "악은 본성이 아니며 선함을 잃었기에 붙는 이름일 뿐"이라고 서술하였다. 그는 악의 본성이 발현하는 것도 악이 행해지는 것도 모두 자유 의지의 남용 때문이라고 보았고, 이는 아담과 이브의 원죄까지 거슬러 올라간다고 주장하였다. 이렇게 신이 인간에게 부여한 의지가 타락하여 영혼에 반영된 것이 악한 의지이고 이는 결국 인간의 죄에 대한 벌로서 내려지는 고통이라고 보았다. 그는 인류가 아담에서부터 계속하여 이어져 내려오는 씨앗에서 발현한다는 전성설을 믿었기 때문에, 아담의 죄와 그에 따른 벌 역시 이어 받을 수 밖에 없다고 생각했다. 인간은 자유 의지 없이 살 수 없지만, 아무리 선하게 태어났더라도 타락할 위험도 함께 갖고 있다는 것이다.
아우구스티누스는 지옥이 실재한다고 믿었지만, 지옥의 물리적 처벌은 신에게서 떨어져나가는 것에 비하면 부차적인 벌이라고 생각했다. 그는 두 가지 이유를 제시했는데, 첫째는 인간은 자유 의지를 갖고 있고 그 때문에 스스로 신을 따르기로 선택하여 용서를 받고 지옥을 피할 수 있는 유일한 존재라는 것이고, 둘째는 아담과 이브의 선택은 그들의 자유 의지에 의한 것으로 따라서 인간은 죄에 저항할 수 없도록 남겨졌다는 것이다. 아우구스티누스는 예수 그리스도가 인간을 원죄에서 자유롭게 하였지만 그렇다 하더라도 죄의 사함과 구원의 은총을 받아들이는 것은 개인 각각의 선택에 따르는 것이라고 생각했다. 그는 인간이 신으로부터 죄를 사면받게 되더라도 그가 행한 죄과에 따라 지옥의 고통을 겪은 뒤에야 천국으로 들 수 있다고 보았다.

### 토머스 아퀴나스

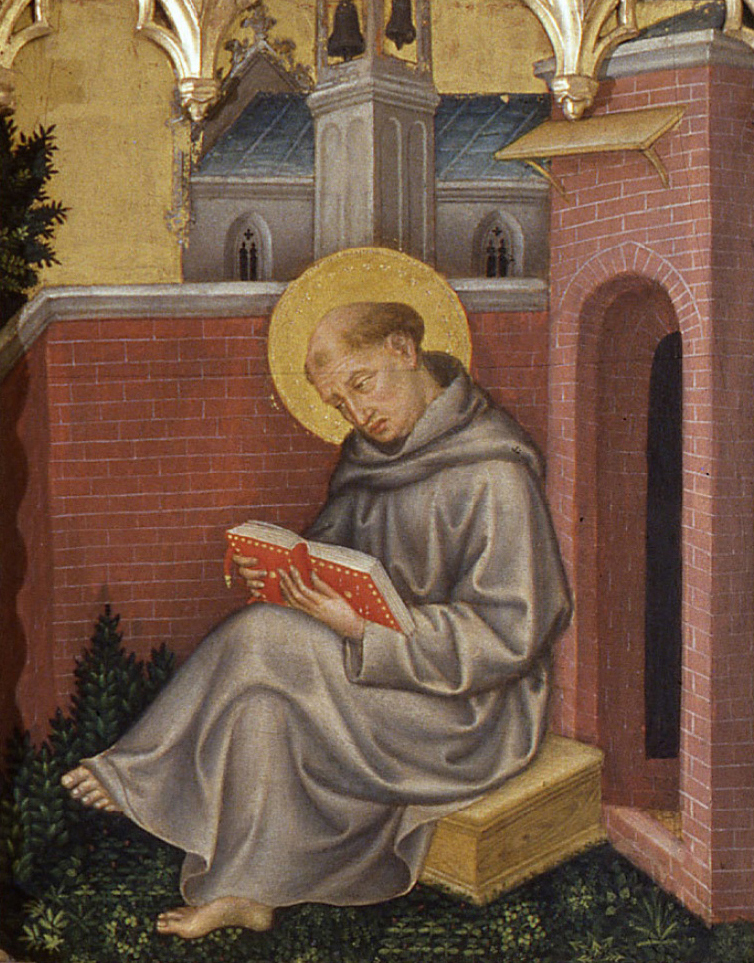
젠틸레 다 파브리아노가 그린 토머스 아퀴나스의 초상

13세기의 스콜라주의 철학자 토머스 아퀴나스는 《신학 대전》에서 아우구스티누스의 영향을 강하게 받은 그의 신정론을 피력하였다. 아퀴나스는 다섯 가지 길을 통해 신의 존재를 증명하고자 시도하였고, 이렇게 하여 증명된 신은 반드시 온전히 선할 수 밖에 없고 악의 존재는 신이 도덕적으로 충분한 것과 무관한 것이라고 주장하였다. 아퀴나스는 세계의 모든 선은 신 안에서만 완전히 존재할 수 있으며, 그렇기 때문에 신은 온전히 선하고 신 안에 어떠한 악도 있을 수 없다고 보았다.
아퀴나스는 아우구스티누스가 악을 선의 결핍으로 바라본 관점을 이어받았다. 아퀴나스는 악의 존재는 자유 의지의 작용으로서만 설명될 수 있다고 믿었다. 그러면 자유 의지란 것이 아예 없는 것이 더 좋지 않은가라는 질문에 아퀴나스는 죄를 지을 가능성 역시 완전한 세계의 필요한 한 부분이라고 반박하면서 개인 각자가 자신의 죄에 대한 책임이 있다고 주장하였다. 그는 신의 창조에는 부족함이 없으므로 선의 결핍이 악의 원인이라는 말은 신의 창조에 무언가 부족홤이 있다는 뜻이 아니라 인간의 도덕적 선택에 따라 신으로부터 멀어진 결과를 뜻하는 것이라고 서술하였다. 아퀴나스는 따라서 선이 악을 만드는 원인이 되는 것이 가능하지만 악 자체가 필요한 것은 아니라고 주장하였다. 즉, 선한 신이 악의 원인이 되거나 신 자체에 흠결이 있는 것이 아니며 인간의 선택 결과가 신의 선으로부터 떨어져 나갈 수 있다는 것이다. 철학자 엘레오노어 스텀프는 아퀴나스가 욥기를 거론하며 지상과 천국의 대비할 필요성과 인간이 여전히 악을 택하는 경향성을 보인다는 점을 드러내기 위해 고통을 긍정적으로 바라보고 있다고 해석하였다. 아퀴나스는 선을 드러내고 그것으로 악을 심판할 때에만 악이 인정될 수 있다고 믿었다. 아퀴나스는 신이 악의 존재에 대한 책임이 없다는 것을 보이기 위해 악은 발생이 용납되는 것이지 신의 의지에 의한 것이 아니라고 주장했다. 그는 악의 발생과 영성의 발생은 같은 수준의 것으로 볼 수 없다고 생각했고, 아우구스티누스와 같이 각각의 개인은 자신의 자유 의지로서 행한 악에 대해 스스로 책임이 있다고 보았다.

### 장 칼뱅
16세기 칼뱅주의 종교개혁을 시작한 신학자 장 칼뱅 역시 아우구스티누스의 저술에 영향을 받았다. 칼뱅은 아우구스티누스와 달리 악과 고통에 신의 책임이 있다고 보았지만, 그것 때문에 신을 불의하다고 할 수는 없다고 보았다. 칼뱅은 아우구스티누스의 연장선에서 인간의 타락때문에 죄가 생긴다고 보았고, 죄는 인간의 마음, 의지, 감성을 타락시킨다고 생각했다. 그는 오직 신의 은총만이 인간의 도덕성을 보호할 수 있다고 믿었는데, 인간의 죄 많은 본성이 눈을 가리기 때문이라고 주장하였다. 칼뱅은 인간의 구원은 신의 의지에 의해서만 가능하며 이미 선택받은 자와 영원한 형벌을 받을 자가 예정되어 있다고 주장하였다.

## 평가

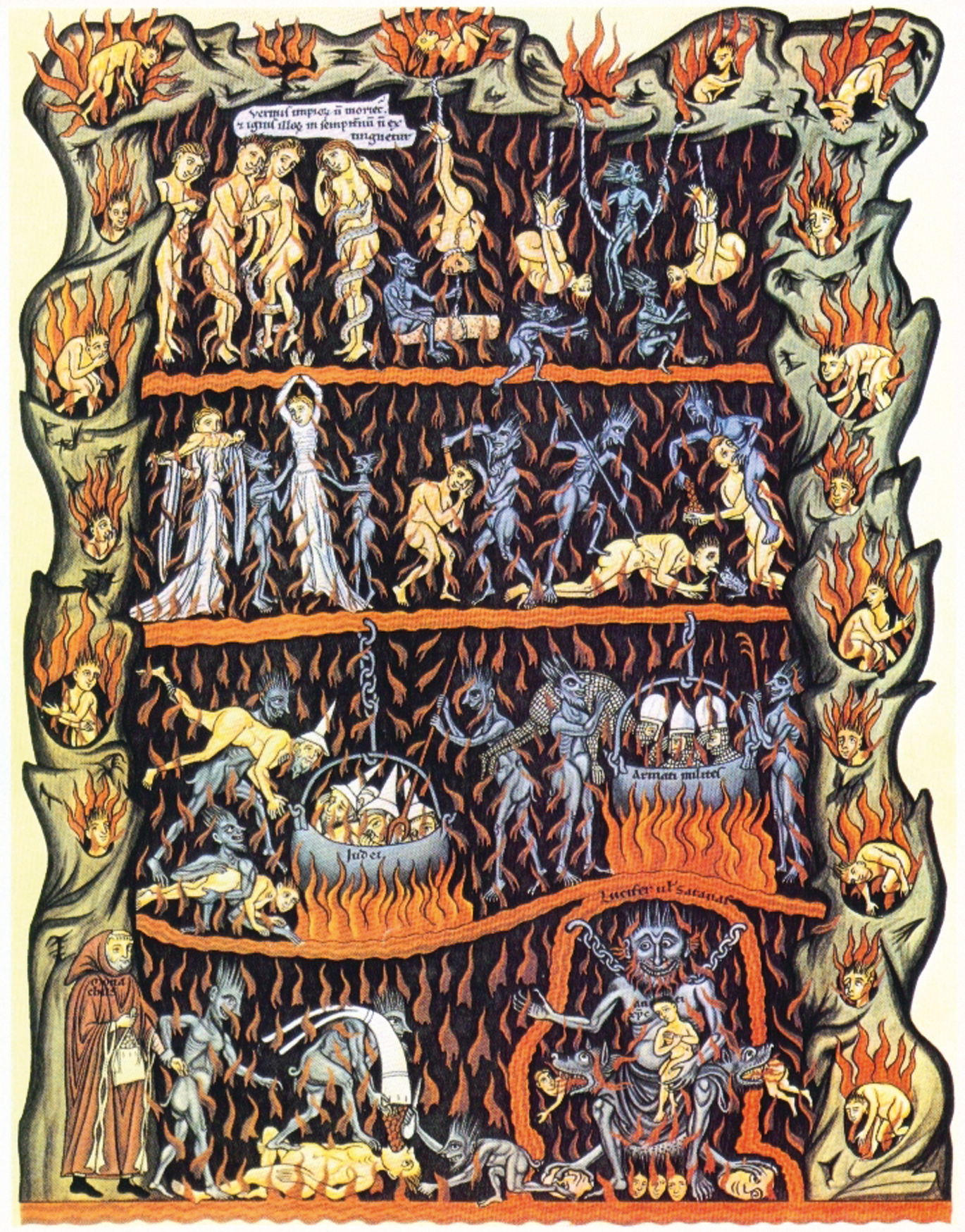
헤라트 폰 란드즈베르크가 1180년에 묘사한 지옥도. 존 히크는 아우구스티누스적 지옥관에 대해 비판적이다.

### 포르투나투스
아우구스티누스는 당대의 마니교 학자 포르투나투스와 벌인 논쟁을 정리한 《마니교도 포르투나투스에 대한 반박》을 쓰면서 부분적으로 악의 문제를 다루었다. 포르투나투스는 아우구스티누스의 신정론과 같이 신이 인간의 영혼에 자유 의지를 부여하였다면 당연히 인간의 죄는 제거하였을 것이라고 반박한다. 포르투나투스는 신약성경을 보더라도 인간이 행하는 악한 행동 뒤에는 악이 존재하며 인간이 이러한 행동을 하는 것은 본질적으로 불완전한 존재이기 때문이라고 주장하였다. 아우구스티누스는 이에 답하여 아담의 죄가 인간의 자유를 구속하고 유사한 습관을 인류에게 남겼다고 주장하였다. 이 논쟁 당시 아우구스티누스는 원죄에 대한 개념을 아직 정형화하지 못하였지만, 인간의 자유에 대한 제약은 죄때문이라는 입장은 이미 뚜렷하였다. 포르투나투스는 아우구스티누스가 악의 범주를 오직 인간이 행한 것으로 한정하려고 한다고 비판하였고, 아우구스티누스는 포르투나투스가 죄의 기원에 대해 제대로 설명하지 못하였다고 기록하였다.

### 불교
불교 학자인 폴 잉그램과 프리레릭 스르렝은 불교의 관점에서 아우구스티누스의 선과 악 개념을 비판한 바 있다. 불교적 관점에서 볼 때 선이 악에 비해 절대적으로 우위에 있다고 할 수 없으며 깨달음은 선과악의 이원론적 구분과 대결을 초월하는 것이라는 것이다. 잉그램과 스트렝은 아우구스트누스가 기독교로 개종하였음에도 여전히 마니교의 이원론 입장에서 선과 악을 바라본다고 해석하면서, 그가 아담의 원죄 이전의 악을 누락하는 오류를 일으켰다고 지적한다. 창세기에서 언급되는 뱀이 그것이다.

### 프란체스코 안토니오 자카리아
18세기 이탈리아의 신학자 프란체스코 안토니오 자카이라는 아우구스티누스의 악에 대한 개념이 악행, 죄에 대한 비난, 그리고 처벌로서의 고통을 혼용한다고 비판한다. 어떻게 고통이 죄에 따른 처벌이라고 단정할 수 있느냐는 것이다. 자카이라는 고통을 감내해야할 것으로 보는 아우구스티누스의 답변은 왜 고통이 존재하느냐는 현대 사회의 질문에 충분한 답이 되지 못한다고 주장한다.

### 존 히크
존 히크는 1966년 스스로의 신정론을 수립하면서 아우구스티누스 신정론을 비판하였다. 히크는 자유주의 신학의 창시자인 프리드리히 슐라이어마허의 견해를 지지하면서 이를 이레네오 신정론으로 정의하였다. 슐라이어마허는 세계가 인간의 도덕적 발전을 위해 완전하게 맞추어져 있으며 악 역시 이러한 세계의 일부라고 보았다. 아우구스티누스 신정론이 악의 역사적 발현 사례에 관심을 기울이는 것에 반해 이레네오 신정론은 신의 항구적인 심판을 강조한다. 히크는 아우구스티누스 신정론이 자체 모순에 빠져있다고 본다. 만일 신이 인간을 완벽히 선하게 창조하였다면 어떻게 인간이 부도덕한 선택을 할 수 있느냐는 것이다. 힉크는 신의 정당성을 주장하기 위해 악의 존재에 대한 비난을 신에게서 때어내려고 해서는 안된다고 생각한다. 아우구스티누스적 관점의 예정론에 대해서도 히크는 만일 신이 피조물을 선택하였다면 그에 대한 책임 역시 있을 수 밖에 없다고 주장한다. 히크의 신정론은 죄의 상속이라는 개념을 거부하며, 영원한 지옥의 형벌 역시 "기독교의 신정론으로서는 불가능하다"고 말한다. 반면에 이레네오 신정론은 악의 존재에 대한 책임을 신과 분리시키려 하지 않고, 그보다는 인간의 발전을 위해서는 악마저도 잇점이 있다고 주장한다. 이레네오 신정론도 신이 완전한 세계를 창조하였다는 것은 다름이 없지만, 세상이 어째서 완벽한가에 대한 관점이 다르다고 할 것이다. 그러나, 두 신정론 모두 선이 악에 대해 우선한다는 생각은 같다.

### 과정 신학
미국의 신학자 데이비드 레이 그리핀은 1976년 《신, 권능과 악: 과정 신정론》에서 아우구스티누스의 자유의지에 대한 의존은 전지하고 전능한 신의 존재와 양립할 수 없다고 비판하였다. 그리핀은 이후 저술에서 신이 전지한 존재라면 인간은 자유 의지를 지닐 수 없다고 주장하였다. 만일 신이 진정 전지하다면 인간이 무엇을 할 지 모두 알 수 있고, 따라서 인간에게 진정한 자유란 없다는 것이다. 그는 신이 전능하다면 인간은 신의 의지를 거역할 수 없다고 주장하였다. 그리핀은 따라서 아우구스티누스식의 원죄 개념은 죄가 신에게서 비롯되었다는 의미가 되며, 그에 따라 벌 역시 부당한 것이 된다고 하였다.
과정 신학은 신이 강압적이지 않다는 면에서 전능하지 않으며 권능이 있으나 신의 의지를 힘으로 관철시키려 하지 않는다고 본다. 과정 신학자인 그리핀은 신이 물질적 감성적 측면 모두에서 세상의 고통을 느끼고 신의 권능으로서 선을 이루기 위해 모든 일을 다 하지만 세계에서 악을 방지하기 위해 강압적인 위력을 행사하진 않는다고 생각한다. 과정 신학은 신이 "무로부터" 세상을 창조하였다는 아우구스티누스의 견해 대신 이미 존재하고 있던 "혼돈"에서 세상을 창조하였다고 본다.

### 앨빈 플랜팅가
1980년대에 미국의 분석철학자 앨빈 플랜팅가는 신이 만약 전능하다면 그가 예정하지 못하는 선택을 하는 세계를 창조할 수 없을 것이라면서 인간의 자유 의지를 악의 존재와 연결하는 것은 부당하다고 주장하였다. 플랜팅가는 악의 존재에도 불구하고 신은 여전히 논리적으로 존재 가능하다는 이유로 자유 의지를 옹호하였다. 신학자 앨리스터 맥그래스는 플랜팅가의 주장은 신정론이라기 보다는 논리적 분석일 뿐이라고 평가하였다.

### 기타
아우구스티누스는 원죄의 상속을 주장하기 위해 아담 이후 인간들의 탄생을 전성설(혹은 유전설)로 설명하였다. 모든 것을 갖춘 인간이 정자안에 있어 씨앗이 발아하듯 자란다고 생각했던 전성설은 생물학적으로는 옳지 않다는 주장도 있다. 종교학자인 아르빈드 샤르마도 원죄의 상속을 생물학적으로 설명하는 것은 부당하다고 말한다.

## 참고 문헌
- Augustine of Hippo (fifth century). Wikisource link to The City of God. Wikisource.
- Augustine of Hippo (392 AD). Wikisource link to Acts or Disputation Against Fortunatus the Manichaean. Wikisource.
- Barber, Bruce; Neville, David (2005). Theodicy and Eschatology. ATF Press. ISBN 978-1-920691-22-6.
- Bennett, Gaymon; Peters, Ted; Hewlett, Martinez J.; Russell, Robert John (2008). The evolution of evil. Vandenhoeck & Ruprecht. ISBN 978-3-525-56979-5.
- Case-Winters, Anna (1990). God's power: traditional understandings and contemporary challenges. Westminster John Knox Press. ISBN 978-0-664-25106-2.
- Cavadini, John C. (1999). Augustine through the ages: an encyclopedia. Wm. B. Eerdmans Publishing. ISBN 978-0-8028-3843-8.
- Cheetham, David (2003). John Hick: a critical introduction and reflection. Ashgate Publishing. ISBN 978-0-7546-1599-6.
- Cobb, John B.; Griffin, David Ray (1976). Process theology: an introductory exposition (9 ed.). Westminster John Knox Press. ISBN 978-0-664-24743-0.
- Corey, Michael Anthony (2000). Evolution and the problem of natural evil. Rowman and Littlefield. ISBN 978-0-7618-1812-0.
- Davis, Stephen (2001). Encountering evil: live options in theodicy. Westminster John Knox Press. ISBN 978-0-664-22251-2.
- Duncan, Steven (2007). Analytic Philosophy of Religion: its History since 1955. Humanities-Ebooks.
- Ellis, George Francis Rayner; Murphy, Nancey (1996). On the moral nature of the universe: theology, cosmology, and ethics. Fortress Press. ISBN 978-0-8006-2983-0.
- Fredriksen, Paula (2010). Augustine and the Jews: A Christian Defense of Jews and Judaism. Yale University Press. ISBN 978-0-300-16628-6.
- Geivett, R. Douglas (1995). Evil and the Evidence For God: The Challenge of John Hick's Theodicy. Temple University Press. ISBN 978-1-56639-397-3.
- Green, Joel (2011). Dictionary of Scripture and Ethics. Baker Academic. ISBN 978-0-8010-3406-0.
- Griffin, David Ray (1976). God, power, and evil: a process theodicy. Westminster John Knox Press. ISBN 978-0-664-22906-1.
- Hall, Lindsey (2003). Swinburne's hell and Hick's universalism: are we free to reject God?. Ashgate Publishing. ISBN 978-0-7546-3400-3.
- Hick, John (2010). Evil and the God of love. Palgrave Macmillan. ISBN 978-0-230-25279-0.
- Howard-Snyder, David (1996). The evidential argument from evil. Indiana University Press. ISBN 978-0-253-21028-9.
- Ingram, Paul; Streng, Frederick (1986). Buddhist-Christian Dialogue: Mutual Renewal and Transformation. University of Hawaii Press. ISBN 978-0-8248-0829-7.
- Korsmeyer, Jerry (1995). God-creature-revelation: a neoclassical framework for fundamental theology. University Press of America. ISBN 978-0-8191-9689-7.
- Little, Bruce Alva (2005). A Creation-order Theodicy: God And Gratuitous Evil. University Press of America. ISBN 978-0-7618-2989-8.
- McGrath, Alister (1995). The Blackwell encyclopedia of modern Christian thought. Wiley-Blackwell. ISBN 978-0-631-19896-3.
- McKim, Donald (2004). The Cambridge Companion to John Calvin. Cambridge University Press. ISBN 978-0-521-01672-8.
- Melse, C. Robert (1993). Process theology: a basic introduction. Chalice Press. ISBN 978-0-8272-2945-7.
- Menn, Stephen (2002). Descartes and Augustine. Cambridge University Press. ISBN 978-0-521-01284-3.
- Plantinga, Alvin; Sennett, James (1998). The analytic theist: an Alvin Plantinga reader. Wm. B. Eerdmans Publishing. ISBN 978-0-8028-4229-9.
- Sharma, Arvind (2006). A primal perspective on the philosophy of religion. Springer. ISBN 978-1-4020-5013-8.
- Steele, David N.; Thomas, Curtis (1963). The five points of Calvinism: defined, defended, documented. P&R Publishing. ISBN 978-0-87552-444-3.
- Svendsen, Lars Fr. H.; Pierce, Kerri A. (2010). A philosophy of evil. Dalkey Archive Press. ISBN 978-1-56478-571-8.
- Wawrykow, Joseph Peter (2005). A-Z of Thomas Aquinas. Hymns Ancient & Modern. ISBN 978-0-334-04012-5.
- Zaccaria, Francesco (2009). Participation and Beliefs in Popular Religiosity: An Empirical-Theological Exploration Among Italian Catholics. Volume 18 of Empirical Studies in Theology. BRILL. ISBN 978-90-04-18096-3.